# Tscherning Cycling Academy
Tscherning Cycling Academy er et dansk cykelhold som kører som et DCU Elite juniorteam. Holdet blev oprettet i 2022 af Cykleklubben FIX Rødovre og Ordrup Cycle Club.

## Holdet

### 2025
| Trup 2025                | Trup 2025          | Trup 2025                       | Trup 2025 |
| Rytter                   | Fødselsdag         | Seneste hold                    |           |
| ------------------------ | ------------------ | ------------------------------- | --------- |
| Oscar Dige               | 24. september 2008 | Holte MTB Klub (2024)           |           |
| Mathias Houmann Petersen | 4. december 2008   | Næstved Bicycle Club (2024)     |           |
| Rasmus Lodahl            | 8. marts 2008      | Cycling Club Hillerød (2024)    |           |
| Jonathan Hindø Nielsen   | 21. oktober 2007   | Ordrup Cycle Club (2023)        |           |
| Jakob Resen              | 14. marts 2008     | Ordrup Cycle Club (2024)        |           |
| Frederik Rosing-Schow    | 30. oktober 2007   | Cykleklubben FIX Rødovre (2024) |           |
| Mikkel Skoubo            | 26. april 2008     | Cykleklubben FIX Rødovre (2024) |           |
| Oskar Skovgaard Andersen | 13. august 2008    | Roskilde Cykle Ring (2024)      |           |
| Joshua Von Wettstein     | 24. marts 2007     | Cykleklubben FIX Rødovre (2024) |           |
|                          |                    |                                 |           |
| Kilde: ProCyclingStats   |                    |                                 |           |

### 2024
| Trup 2024                               | Trup 2024          | Trup 2024                       | Trup 2024 |
| Rytter                                  | Fødselsdag         | Seneste hold                    |           |
| --------------------------------------- | ------------------ | ------------------------------- | --------- |
| Felix Dalhoff                           | 12. august 2006    | Cykleklubben FIX Rødovre (2022) |           |
| Sebastian Mahneke Haaning               | 21. september 2006 | Ordrup Cycle Club (2022)        |           |
| Jonathan Hindø Nielsen                  | 21. oktober 2007   | Ordrup Cycle Club (2023)        |           |
| Marius Hobolth                          | 1. april 2006      | Cykleklubben FIX Rødovre (2022) |           |
| Asger Bak Jepsen                        | 2. april 2007      | Ordrup Cycle Club (2023)        |           |
| Aksel Haudrum Larsen                    | 3. juli 2007       | Ordrup Cycle Club (2023)        |           |
| Hugo Rishøj                             | 14. maj 2006       | Cykleklubben FIX Rødovre (2022) |           |
| Albert Withen Philipsen                 | 3. september 2006  | Holte MTB Klub (2022)           |           |
| Magnus Gimsing Åhman                    | 6. marts 2007      | Ordrup Cycle Club (2023)        |           |
| Joshua Von Wettstein (1. jun.–31. dec.) | 24. marts 2007     | Cykleklubben FIX Rødovre (2024) |           |
|                                         |                    |                                 |           |
| Kilde: ProCyclingStats                  |                    |                                 |           |

#### Sejre
| 21. jun. | Danske mesterskab i enkeltstart for junior herrer | NC | Albert Withen Philipsen |

### 2023
| Trup 2023                         | Trup 2023          | Trup 2023                           | Trup 2023 |
| Rytter                            | Fødselsdag         | Seneste hold                        |           |
| --------------------------------- | ------------------ | ----------------------------------- | --------- |
| Felix Dalhoff                     | 12. august 2006    | Cykleklubben FIX Rødovre (2022)     |           |
| Sebastian Mahneke Haaning         | 21. september 2006 | Ordrup Cycle Club (2022)            |           |
| Oskar Hertz                       | 13. august 2005    | Ordrup Cycle Club (2021)            |           |
| Marius Hobolth                    | 1. april 2006      | Cykleklubben FIX Rødovre (2022)     |           |
| Benjamin Sommer                   | 2. marts 2005      | Bornholms Cycle Club (2021)         |           |
| Hugo Rishøj                       | 14. maj 2006       | Cykleklubben FIX Rødovre (2022)     |           |
| Victor Vad                        | 5. marts 2005      | Fri Bikeshop Zealand Cycling (2022) |           |
| Albert Withen Philipsen           | 3. september 2006  | Holte MTB Klub (2022)               |           |
| Mads Schulz Jørgensen             | 29. oktober 2005   | Fri Bikeshop Zealand Cycling (2022) |           |
| Konrad Staalby (22. maj–31. dec.) | 8. september 2005  | Ordrup Cycle Club (2023)            |           |
|                                   |                    |                                     |           |
| Kilde: ProCyclingStats            |                    |                                     |           |

#### Sejre
| 3. jun.  | Danske mesterskab i enkeltstart for junior herrer      | NC | Albert Withen Philipsen |
| 25. jun. | Danske mesterskab i landevejscykling for junior herrer | NC | Albert Withen Philipsen |

### 2022
| Trup 2022                  | Trup 2022          | Trup 2022                            | Trup 2022 |
| Rytter                     | Fødselsdag         | Seneste hold                         |           |
| -------------------------- | ------------------ | ------------------------------------ | --------- |
| Luca Campagner             | 5. juli 2004       | Team BACH Advokater FRB Optik (2021) |           |
| Phillip Christiansen       | 28. juni 2004      | Svendborg Mountainbike Klub (2021)   |           |
| Erik Christoffersen        | 15. november 2004  | Team ABC Junior (2021)               |           |
| Oskar Hertz                | 13. august 2005    | Ordrup Cycle Club (2021)             |           |
| Mads Landbo                | 30. september 2004 | Holte MTB Klub (2021)                |           |
| Lucas Lorentsen            | 18. februar 2004   | Team BACH Advokater FRB Optik (2021) |           |
| William Lowth              | 10. juli 2004      | Team BACH Advokater FRB Optik (2021) |           |
| Mads Malmqvist             | 16. februar 2004   | Arbejdernes Bicykle Club (2021)      |           |
| Benjamin Sommer            | 2. marts 2005      | Bornholms Cycle Club (2021)          |           |
| Oscar Sonnenborg-Mathiesen | 26. november 2004  | Team BACH Advokater FRB Optik (2021) |           |
|                            |                    |                                      |           |
| Kilde: ProCyclingStats     |                    |                                      |           |